# Зиновьев, Павел Петрович
Павел Петрович Зиновьев (2 июня 1913, Санкт-Петербург — 4 ноября 1991) — советский архитектор, градостроитель. Длительное время работал совместно с Л. В. Рудневым.

## Биография
Павел Зиновьев родился 2 июня 1913 года в Санкт-Петербурге. В 1933 году поступил на архитектурный факультет Академии художеств в Ленинграде. В 1937 году защитил дипломную работу «Музей Гражданской войны» и получил звание архитектора-художника. Работал вместе с архитектором Л. В. Рудневым.
Принимал участие в Великой Отечественной войне. С апреля 1942 по август 1943 года служил в Управлении военно-полевого строительства.
После окончания войны работал в Москве. Руководил архитектурной мастерской. В 1948—1956 годах принимал участие в проектировании и строительстве третьего дома Министерства обороны на Фрунзенской набережной, здания Минатома на Большой Ордынке, главного здания МГУ и Дворца культуры и науки в Варшаве.
С 1956 года работал в «Моспроекте». Был главным архитектором проектов в мастерских № 5 и № 2, а затем — № 14. Во второй половине 1950-х построил жилой дом на улице Горького, вместе с соавторами разработал проект сельскохозяйственной выставки в Рангуне (Бирма), участвовал в конкурсе павильонов строительной выставки в Останкине (премия) и в закрытом конкурсе на проект Дворца Советов (премия).
С 1959 года — руководитель 11-й районной мастерской «Моспроекта», занимавшейся застройкой Пролетарского и Красногвардейского районов Москвы. Руководил разработкой проектов и застройкой жилых районов Нагатино, Ленино-Дачное, Кожухово, Бирюлёво и Орехово-Борисово. Принимал участие в разработке индивидуальных проектов, среди которых проект реконструкции Дворца культуры ЗИЛа, институт психиатрии и ревматизма, ЦНИИТмаш, НИИТавтопром, лабораторный корпус ЗИЛа, комплекс сооружений завода «Динамо», Московский дом молодёжи, административное здание на Варшавском шоссе. Принимал участие в проектировании телецентра в Варшаве и торгового центра в Олимпийской деревне в Москве. В начале 1980-х — начальник зональной и архитектурно-планировочной мастерской № 11 «Моспроекта-2».
Член Союза архитекторов СССР с 1939 года. Член правления Московского отделения Союза архитекторов с 1969 года. Избирался депутатом Пролетарского районного совета (1961—1973). Увлекался графикой, принимал участие в выставках графики и рисунка.
Умер 4 ноября 1991 года.

## Награды и звания
- Заслуженный архитектор РСФСР (1974)[5]
- орден Отечественной войны II степени (1985)[8]
- Орден Трудового Красного Знамени (1981) — за успешное выполнение заданий 10-й пятилетки[7]
- медаль «За боевые заслуги»[9].

## Семья
- Отец — Пётр Павлович Зиновьев, потомственный дворянин
- Мать — Евгения Доминиковна Дума (1890—1967), балерина Большого театра, дочь известного итальянского режиссера и антрепренёра Доменико Антоновича Думы (1860—1929)
- Жена — Александра Михайловна Христиани (урождённая Высокосова); впоследствии вышла замуж за архитектора В. Е. Асса[10].